# Musa Mohammed
Musa Mohammed Mayieko (Nairobi, 6 giugno 1991) è un calciatore keniota, difensore dello Nkana e della nazionale keniana.

## Palmarès

### Club

#### Competizioni nazionali
- Campionato keniota: 5

Gor Mahia: 2013, 2014, 2015, 2017, 2018